# Фридрих Магнус II фон Золмс-Вилденфелс
Фридрих Магнус II фон Золмс-Вилденфелс (на немски: riedrich Magnus II Graf zu Solms-Wildenfels; * 17 септември 1777, Вилденфелс; † 18 ноември 1857, Вилденфелс) е 2. граф на Золмс-Вилденфелс и господар на Вилденфелс в Саксония.

## Биография
Той е син на граф Фридрих Магнус I фон Золмс-Вилденфелс (1743 – 1801) и съпругата му графиня Каролина София Вилхелмина фон Лайнинген (1757 – 1832), дъщеря на граф и княз Карл Фридрих Вилхелм фон Лайнинген (1724 – 1807) и графиня Кристиана Вилхелмина фон Золмс-Рьоделхайм-Асенхайм (1736 – 1803). Брат е на Емих Ото Фридрих фон Золмс-Вилденфелс (1794 – 1834).
Фридрих Магнус II умира на 18 ноември 1857 г. във Вилденфелс на 80 години и е погребан там. Графовете на Золмс-Вилденфелс са от 1602 до национализацията през 1945 г. собственици на дворец Вилденфелс.

## Фамилия
Първи брак: на 26 август 1801 г. в Ербах в Оденвалд с графиня Августа Каролина фон Ербах-Ербах (* 19 август 1783, Ербах; † 11 юни 1833, Вилденфелс), дъщеря на граф Франц фон Ербах-Ербах (1754 – 1823) и графиня Шарлота Луиза Поликсена фон Лайнинген-Дагсбург (1755 – 1785). Те имат три деца:
- Каролина Хенриета Шарлота Франциска (* 11 юни 1804, Лаубах; † 14 януари 1839, Вилденфелс)
- Фридрих Магнус III (* 26 януари 1811, Вилденфелс; † 24 март 1883, Дрезден), граф на Золмс-Вилденфелс, женен на 5 октомври 1843 г. в Кастел за графиня Ида Амалия Луиза фон Кастел-Кастел (* 31 март 1817, Кастел; † 2 септември 1882, Вилденфелс)
- Августа Хенриета Анна Мария (* 6 април 1819, Вилденфелс; † 8 октомври 1887, Вилденфелс и погребана там)

Втори брак: на 18 ноември 1837 г. в Рабенхолц/Ербах, за роднината на първата му съпруга Августа, графиня Елизабет фон Дегенфелд-Шьонбург (* 11 февруари 1802; † 21 април 1880, Дрезден), дъщеря на граф Фридрих Кристоф фон Дегенфелд-Шонбург (1769 – 1848) и графиня Луиза Шарлота Поликсена фон Ербах-Ербах (1781 – 1830), дъщеря на граф Франц фон Ербах-Ербах (1754 – 1823) и графиня Шарлота Луиза Поликсена фон Лайнинген-Дагсбург (1755 – 1785). Бракът е бездетен.